# Saint-François-d'Assise
Saint-François-d'Assise è un comune del Canada, situato nella provincia del Québec, nella regione di Gaspésie-Îles-de-la-Madeleine.